# Saint-Chaptes
Saint-Chaptes é uma comuna francesa na região administrativa de Occitânia, no departamento de Gard. Estende-se por uma área de 13,07 km², com 1 184 habitantes, segundo os censos de 1999, com uma densidade de 90 hab/km².